# گذرگاه کونلون

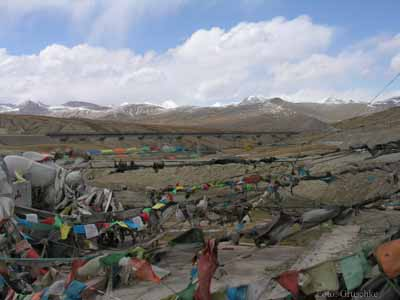
نمایی از گذرگاه کونلون در استان گوانگشی - ۲۰۰۶

گذرگاه کونلون (انگلیسی: Kunlun Pass) یک گردنه کوه واقع در ۵۹ کیلومتری شمال شرقی ناننینگ، استان گوانگشی است. ارتفاع آن حدود ۳۰۰ متر (۱۰۰۰ فوت) است.
در طول جنگ دوم چین و ژاپن، نبرد گذرگاه کونلون در این گذرگاه بین ژاپنی‌ها و چینی‌ها درگرفت. در سال ۱۹۳۹، نبرد سنگینی بین نیروهای چینی و ژاپنی در گردنه کونلون آغاز شد و هر دو طرف بهترین نیروهای نخبه و اسلحه گرم خود را درگیر کردند. این نبرد در سرنوشت جنگ دارای اهمیت زیادی بود زیرا ممکن ابود منجر به کنترل کامل چین توسط ژاپن یا ایمنی زنجیره تأمین مواد آن توسط چین شود. قبل از نبرد، چین توسط ژاپن شکست خورده بود و نیروهای نظامی و غیرنظامی خود را از شمال به سمت جنوب به عقب کشیده بود، و همچنین پایتخت آن نانجینگ به دست ژاپنی‌ها افتاده بود. چین بار دیگر شکست را تحمل نمی‌کرد و باید به هر قیمتی پیروز شود و این منجر به خسارات سنگین جانی در این نبرد هر دو طرف شد. پس از پیروزی، دولت چین سنگ‌های یادبودی را در همان محل نصب کرد تا افتخارات بزرگ شجاعت نیروهای مسلح و غیرنظامیان محلی را که در طول جنگ پیشنهاد کمک داده بودند، نشان دهد. پس از حاکمیت حزب کمونیست، این سایت از بین رفت اما مردم محلی که میهن‌پرستی نیروها را گرامی داشتند، این مکان تاریخی را با هزینه و مشکل خود حفظ کردند. اکنون با ایجاد صلح تدریجی بین پکن و تایپه، چین محل یادبود را بازسازی کرده و امکاناتی در آنجا فراهم شده‌است تا میدان نبرد سابق را به پایگاه آموزش میهن‌پرستی تبدیل کند.